# Adetogramma
Adetogramma, monotipski rod pravih paprati (papratnice) iz porodice Polypodiaceae smješten u vlastitu potporodicu Adetogrammoideae. Jedina vrsta je A. chrysolepis, južnoamerički epifit rasprostyranjen od Ekvadora na sjeveru do sjeverozapadne Argentine na jugu.
Potporodice Adetogrammoideae, Campyloneuroideae i Serpocauloideae, izdvojene su kao nove 2022. godine iz potpororodice Polypodioideae

## Sinonimi
- Lepicystis chrysolepis (Hook.) Diels; Engl. & Prantl, Nat. Pflanzenfam. 1(4): 322 (1899)
- Microgramma chrysolepis (Hook.) Crabbe; Brit. Fern Gaz. 9: 316 (1967)
- Polypodium bangii Baker; Bull. Misc. Inform. Kew 1901: 145 (1901)
- Polypodium chrysolepis Hook.; Hooker´s Icon. Pl. 8: t. 721 (1845)

## Vanjske poveznice
|  | Zajednički poslužitelj ima još gradiva o temi Adetogramma |